# Стюарт, Артур, 7-й граф Касл Стюарт
Артур Стюарт, 7-й граф Касл Стюарт (англ. Arthur Stuart, 7th Earl Castle Stewart; 6 августа 1889 — 5 ноября 1961) — англо-ирландский пэр и политик-юнионист. Он носил титул учтивости — виконт Стюарт с 1915 по 1921 год.

## Происхождение и образование
Родился 6 августа 1889 года. Третий сын Эндрю Джона Стюарта, 6-го графа Касла Стюарта (1841—1921), шотландского дворянина из Ольстера, и его жены Эммы Джорджианы Дианы Стивенс (1858—1949), младшей дочери генерал-майора Артура Стивенса (1821—1895) и его второго жены Джорджианы Элизы Диксон. Семья Стюартов происходит по мужской линии от короля Шотландии Роберта II.
Он получил образование в Чартерхаусе, Тринити-колледже в Кембридже и Парижском университете.
7 ноября 1921 года после смерти своего отца Артур Стюарт унаследовал титулы 7-го графа Касл Стюарта (графство Тирон), 7-го виконта Касл Стюарта (графство Тирон), 15-го барона Касл Стюарта (графство Тирон) и 14-го баронета Стюарта.

## Военная и политическая карьера
Лорд Касл Стюарт воевал в Первой мировой войне в звании майора пулеметного корпуса, упоминался в депешах и был награжден Военным крестом в 1918 году . Два его старших брата погибли во время Первой мировой войны, и в 1921 году он сменил своего отца на посту 7-го графа Касла Стюарта. Однако, поскольку это было ирландское пэрство, оно не давало ему права на место в Палате лордов Великобритании.
Лорд Касл Стюарт заседал в Палате общин Великобритании от Харборо с 1929 по 1933 год.

## Семья
16 декабря 1920 года Артур Стюарт женился на Элеоноре Мэй Гуггенхайм (? — 1992), дочери Соломона Роберта Гуггенхайма, и Ирен Ротшильд. У супругов было четверо сыновей:
- Дэвид Эндрю Ноэль Стюарт, виконт Стюарт (7 октября 1921 — 10 ноября 1942), погиб в бою во время Второй мировой войны[3]
- Роберт Джон Очилтри Стюарт, виконт Стюарт (12 декабря 1923 — 17 сентября 1944), погиб в бою во время Второй мировой войны
- Артур Патрик Эйвондейл Стюарт, 8-й граф Касл Стюарт (18 августа 1928 — 21 ноября 2023), третий сын и преемник отца.
- Саймон Уолтер Эрскин Стюарт (22 августа 1930 — 19 сентября 2002), отец кулинарного писателя Тристрама Стюарта.

Артур Стюарт покончил жизнь самоубийством из дробовика в своем кабинете в Олд-Лодж, своем доме и поместье в Эшдаун Форест недалеко от Акфилда, 5 ноября 1961 года. После смерти его вдовы в 1992 году Олд-Лодж был продан члену королевской семьи Саудовской Аравии.